# (-)-mentolo monoossigenasi
La (-)-mentolo monoossigenasi è un enzima appartenente alla classe delle ossidoreduttasi, che catalizza la seguente reazione:
(-)-mentolo + NADPH + H+ + O2 ⇄ p-mentano-3,8-diolo + NADP+ + H2O